# Курфали
Курфали (на турски: Kurfallı), (среща се  като: Курфанли, Курфанлий, Кюрфали, Курфалъ) е село в европейската част (Източна Тракия) на Турция, околия Силиврия, вилает Истанбул.

## География
Селото е разположено на 82 км западно от град Истанбул и на 12 км от околийския център Силиврия.

## История
Според доклада на Стойко Илиев и Тома Пенушев до Екзарх Йосиф I, от 10 юли 1910 г. свързан с проучване на българските села в Силиврийско и Чорленско, село Корфали или Курфалий е най-старото българско поселище в този край. 
Курфали присъства в статистиката на професор Любомир Милетич от 1912 г. като българско село, без по-подробна информация за жителите му.
Българските му жители се разменят с жителите на село Росина Търговишко, които са с Турско самосъзнание. Това са случва с Указ № 139 на НЦВ Борис ΙΙΙ, който опрощава всички хазнови вземания на 37 мюсюлмански семейства от селото, предявили желание да напуснат България. Издаден е общ изселнически паспорт и билет за безплатен влак до Варна, а имотите им са обявени за държавна собственост. В бр. 120 на Държане вестник,  от 04.06.1937 е публикуван пълен списък на всички изселени мюсюлмани от с. Росина, Поповска околия. 

## Личности
Починали в Курфали
- Стефан Андреев Кюркчиев, български военен деец, подпоручик, загинал през Балканската война на 14 март 1913 година[4]